# Glacera de Frébouze
La glacera de Frébouze és una glacera del massís del Mont Blanc situada a la Vall d'Aosta, Itàlia. Ocupa el circ situat entre les Grandes Jorasses, l'agulla de Leschaux i el mont Gruetta.
La seva longitud màxima és de 2 km i la superfície que ocupa de 11 km². El seu front comença als 2400 m i el seu gruix màxim és de 60 m.